# 斯托科帕尼
46°16′55″N 34°55′7″E / 46.28194°N 34.91861°E
斯托科帕尼（烏克蘭語：Стокопані）是位於烏克蘭南部的村莊，由赫爾松州海尼切斯克區的海尼切斯克市镇負責管轄。該村始建於1820年，面積43.2平方公里，海拔高度9米，2001年人口751，人口密度每平方公里17.4人。